# Кедров, Николай Николаевич (старший)
Никола́й Никола́евич Ке́дров (28 октября 1871, Санкт-Петербург — 2 февраля 1940, Париж) — русский оперный и камерный певец (баритон), православный композитор и музыкальный педагог, создатель мужского квартета Кедрова (сначала в России, потом во Франции).

## Биография
Родился в семье протоиерея. Окончив Регентские классы Придворной певческой капеллы, руководил хором дебютантов в Бесплатной музыкальной школе М. А. Балакирева.
В 1894—1897 обучался пению в Петербургской консерватории (педагог Станислав Габель).
С 1896 член Петербургского общества музыкальных собраний, выступал в оперных спектаклях на сцене Большого зала Петербургской консерватории. С 1899 выступал в концертах Кружка любителей русской музыки.
В 1897—1899 и в 1900 солист Московской частной русской оперы. В 1899—1900 и в 1908 выступал в московском Большом театре (дебютировал в партии Валентина — «Фауст»), в 1902 — в петербургском Мариинском театре.
Среди оперных партий: Саванерес, 1-й исполнитель («Урвази — утренняя звезда»), Рангони («Борис Годунов», ред. и инструментовка Н. Римского-Корсакова); Шонар («Богема»).
В 1906 году исполнил арию Папагено на вечере памяти В. А. Моцарта.
В 1904—1923 годах преподавал сольное и хоровое пение в Петербургской консерватории, с 1915 года — профессор. Перед самой революцией преподавал также в придворной певческой капелле. Среди учеников: С. Зимин, В. В. Киселев.
В эмиграции Н. Н. Кедров-старший вместе с В. Страховой, Е. Терьян-Коргановой и женой С. Гладкой вел педагогическую работу в Парижской консерватории.
Скончался 2 февраля 1940 года в Париже. Похоронен на кладбище Сент-Женевьев-де-Буа под Парижем.

### Семья
Жена — оперная певица и преподаватель Петербургской консерватории Гладкая, Софья Николаевна.
Дочь — Ирина Николаевна Кедрова (в замужестве Ковалевская; 1904—1989), певица и балетная танцовщица.
Сын — Николай Николаевич Кедров-младший (1906—1981). Внук — Александр Кедров (род. 1965) — протодиакон Парижского Кафедрального Собора, проживает в Париже.
Дочь — Елизавета Николаевна Кедрова (1918, Петроград — 2000, Су-Сент-Мари, Онтарио, Канада) — французская актриса; первая актриса русского происхождения — обладательница премии «Оскар» в актёрских номинациях (за роль мадам Гортензии в фильме «Грек Зорба», 1964).

## Творчество
Первый исполнитель нескольких романсов, в том числе романса Ц.Кюи «Сват и жених» (20 апреля 1903). Концертная деятельность включала произведения композиторов: Глинка, Мошковский, Дж. Россини, Балакирев, А. Даргомыжский, М. Мусоргский, А. Бородин, Н. Римский-Корсаков, П. Чайковский, А. Рубинштейн, Э. Направник, С. Рахманинов, А. Гречанинов, А. Аренский и мн.др.
Участник первого мужского квартета (вместе с Е. Карклинем, Ф. Варзаром и В. Ждановым). Чуть позже организовал и возглавил мужской вокальный квартет (вместе с братом К. Кедровым, Н. Сафоновым и М. Чупрынниковым). В это время в среде российской интеллигенции стал проявляться интерес к русским историческим традициям. Лариса Густова в статье «Семья Кедровых» пишет: 

«Во второй половине XIX века в русской научной среде возрождается интерес к древней музыкально-певческой культуре, казалось, навсегда вышедшей из „моды“ и забытой. Появляются теоретические исследования по истории церковного пения, собираются древние певческие рукописи, издаются руководства по чтению крюков. Композиторы, которые сочиняют музыку на тексты богослужебных песнопений, ищут новые средства выразительности, гармонируя и перекладывая для современных им хоровых коллективов самобытную русскую монодию и сочиняя оригинальные песнопения в национальном духе. В России становятся популярны хоры, исполняющие православные песнопения Русской Православной Церкви различных стилей и авторов. <…> Одним из таких популярных коллективов стал созданный в 1897 году Петербургский Русский вокальный квартет. Основателем квартета стал Н. Н. Кедров». 
Первый концерт квартета, поначалу называвшегося Петербургский Русский вокальный квартет, состоялся весной 1898 года в Малом Зале Петербургской консерватории. Репертуар квартета составляли русские народные песни, романсы, оперная музыка. В 1908—1915 г г. ансамбль ежегодно успешно гастролировал в Европе, в том числе участвовал в дягилевских сезонах. В 1911 году с квартетом пел Ф. Шаляпин, который назвал коллектив «чудом вокального искусства». Исполнения квартета записывались на грампластинки. В 1913—1914 годах Ф. И. Шаляпин и Петербургский Русский вокальный квартет совместно выпустили в Лондоне пластинку с записями русских народных песен.
После революции Кедров с семьей уехал в Берлин, затем в Париж, где заново воссоздал квартет, и там певцы выступали под названием «Квартет Кедрова». Основу репертуара ансамбля в эмиграции составляли богослужебные песнопения Русской Православной Церкви. Н. Н. Кедров является одним из основателей Русской консерватории в Париже и автором ряда церковных песнопений. Большую часть репертуара «квартета Кедрова» составляли его же сочинения, из которых наиболее известно песнопение «Отче наш», написанное в 1922 г.. В 1923 или в 1924 году состоялся знаменитый концерт квартета Кедрова в Лондоне в присутствии короля Георга V. В конце 20-х годов певцы гастролировали в США. Пресса писала: «Иногда квартет производит впечатление колоссальной мощи, как будто это хор»; «Иногда квартет поет пианиссимо, и это производит впечатление то молитвы пилигримов, то мистического шепота».
В 1929 году в квартет вошёл его сын Николай Николаевич Кедров-младший, который стал после смерти отца (2 февраля 1940 г.) продолжателем его дела. Но началась Вторая мировая война, Кедров-сын попал в плен и находился в Германии. Во второй половине 1940-х годов, вернувшись из плена, Николай Николаевич Кедров-сын возродил «Квартет Кедрова», просуществовавший до 1975 года.
В 1990-х г г. протодиакон Парижского Кафедрального Собора Александр Кедров, внук Кедрова-старшего, восстановил ансамбль имени Кедрова, увеличив его состав до шести человек. Об этом периоде рассказывает сайт «Русское Зарубежье»: 

«В репертуаре секстета православные песнопения различных эпох, авторов и стилей, в том числе, композиторов русской эмиграции, народные духовные стихи в гармонизации Н. Н. Кедрова-отца и Н. Н. Кедрова-сына, „Сказание о татарском полоне“, записанное Н. А. Римским-Корсаковым в переложении Н. Н. Кедрова-отца. В 1994 году секстет записал свой первый CD-диск, в этом же году стал лауреатом Международного Фестиваля церковной музыки в городе Хайнувка (Польша), удостоившись I премии. В 1997 году коллектив выпустил второй диск, посвященный столетию вокального ансамбля имени Кедрова». 
Среди партнеров по сцене: Н. Забела-Врубель, М. Луначарский (брат наркома А. В. Луначарского), Г. Морской, Ф. Стравинский, Ф. Шаляпин, К. Антарова, С. Гладкая, А. Лабинский, А. Жеребцова-Андреева и т. д.
Композитор С. Ляпунов посвятил Кедрову «Былину о царе Иване Васильевиче Грозном» и «Пять квартетов на народные темы» (для мужских голосов без сопровождения, ор. 48).